# ألان بورنس
ألان بورنس (بالإنجليزية: Allan Burns)‏ هو كاتب سيناريو أمريكي، ولد في 18 مايو 1935 في بالتيمور في الولايات المتحدة.

## وصلات خارجية
- ألان بورنس على موقع IMDb (الإنجليزية)
- ألان بورنس على موقع ألو سيني (الفرنسية)
- ألان بورنس على موقع أول موفي (الإنجليزية)
- ألان بورنس على موقع قاعدة بيانات الأفلام السويدية (السويدية)
- ألان بورنس على موقع قاعدة بيانات الفيلم (الإنجليزية)
- ألان بورنس على موقع كينوبويسك (الروسية)